# Ерогин, Лев Михайлович
Лев Миха́йлович Еро́гин (1884 — 1941) — подполковник 18-й артиллерийской бригады, герой Первой мировой войны. Участник Белого движения, командир Корниловской артиллерийской бригады, генерал-майор.

## Биография
Из дворян. Сын капитана. Уроженец Гродненской губернии.
Окончил 2-й кадетский корпус (1902) и Константиновское артиллерийское училище (1904), откуда выпущен был подпоручиком в 38-ю артиллерийскую бригаду.
12 сентября 1905 года переведён в 33-ю артиллерийскую бригаду. Произведён в поручики 11 сентября 1907 года, в штабс-капитаны — 31 августа 1911 года.
С началом Первой мировой войны был переведён старшим офицером батареи в 70-ю артиллерийскую бригаду. Удостоен ордена Св. Георгия 4-й степени
За то, что в бою под гор. Ново-Александрией, 10 и 11 октября 1914 года, временно командуя 2-й батареей, неоднократно подавлял губительный огонь превосходящей числом артиллерии и многочисленных пулеметов противника. Оставшись без прикрытия, картечным огнем отбивал неоднократные яростные атаки противника и тем способствовал удержанию за нами переправы через р. Вислу.
Произведен в капитаны 20 апреля 1916 года «за выслугу лет». 22 июня 1916 года переведён в 18-ю артиллерийскую бригаду, а 27 апреля 1917 года произведён в подполковники с назначением командиром 6-й батареи той же бригады.
В конце 1917 года вступил в Добровольческую армию, в декабре 1917 — январе 1918 был командиром 3-й офицерской батареи. Участвовал в 1-м Кубанском походе в должности командира 3-й отдельной батареи, а затем 1-й батареи 2-й артиллерийской бригады. Позже командовал 2-й артиллерийской бригадой. 16 октября 1919 года назначен командиром Корниловской артиллерийской бригады, а 6 ноября того же года произведён в полковники. 27 октября 1920 года назначен начальником Корниловской дивизии, в каковой должности оставался до эвакуации Крыма. В том же месяце был произведён в генерал-майоры. Галлиполиец.
С 1921 года — командир Корниловского артиллерийского дивизиона в Болгарии. После 1925 года переехал в Польшу, был начальником местного отдела РОВС. Умер в 1941 году в Варшаве. Похоронен на православном Вольском кладбище. Его вдова Наталия Ивановна была убита в 1944 году во время Варшавского восстания.

## Награды
- Орден Святого Станислава 3-й ст. (ВП 28.02.1910)
- Орден Святой Анны 2-й ст. с мечами (ВП 23.11.1916)
- Орден Святого Георгия 4-й ст. (ВП 1.06.1915)
- Орден Святой Анны 3-й ст. с мечами и бантом (ВП 22.01.1917)
- старшинство в чине штабс-капитана с 10 августа 1910 (ВП 31.03.1916)